# St. Vitus (Hochstätt)

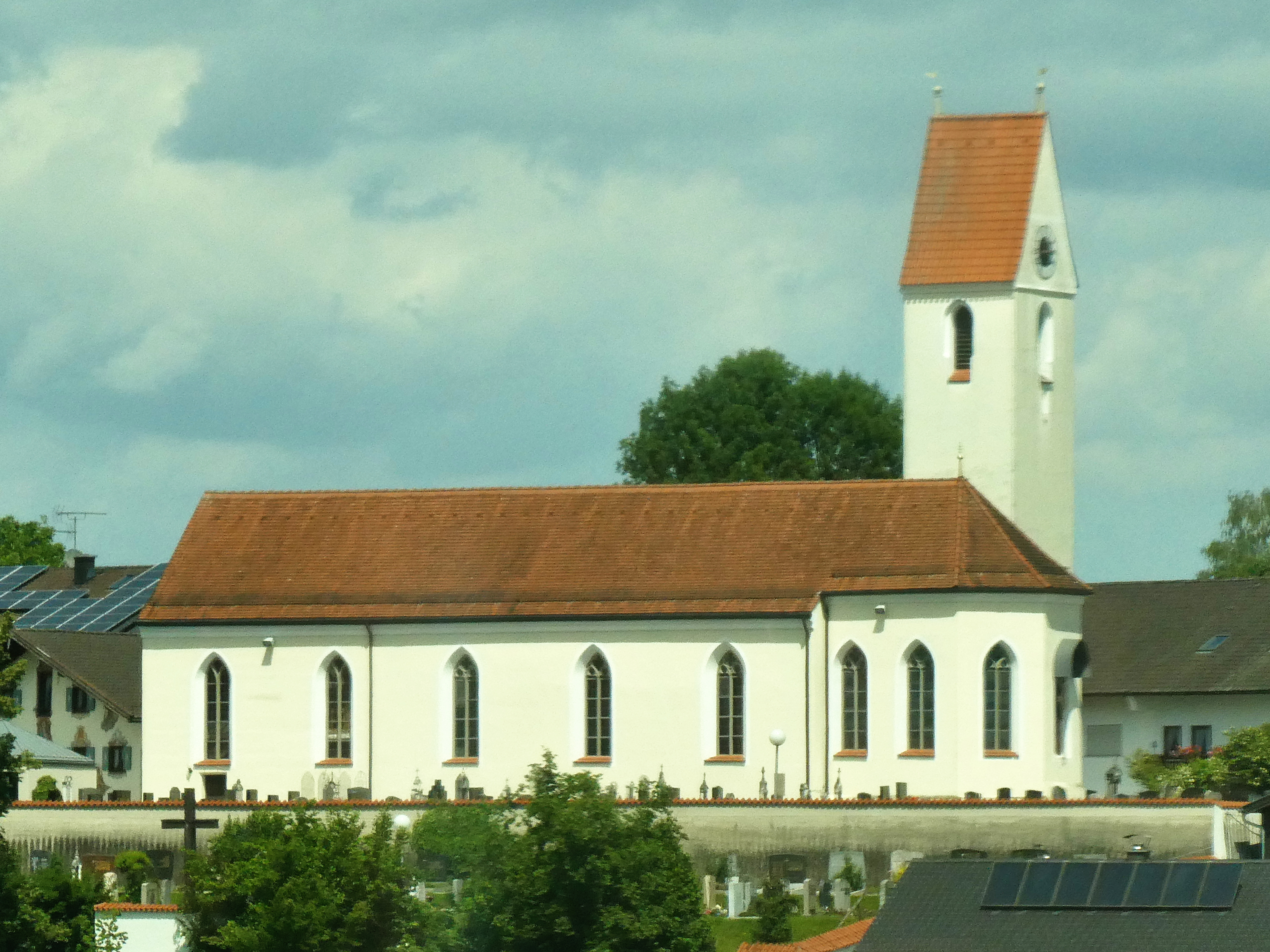
St. Vitus in Hochstätt

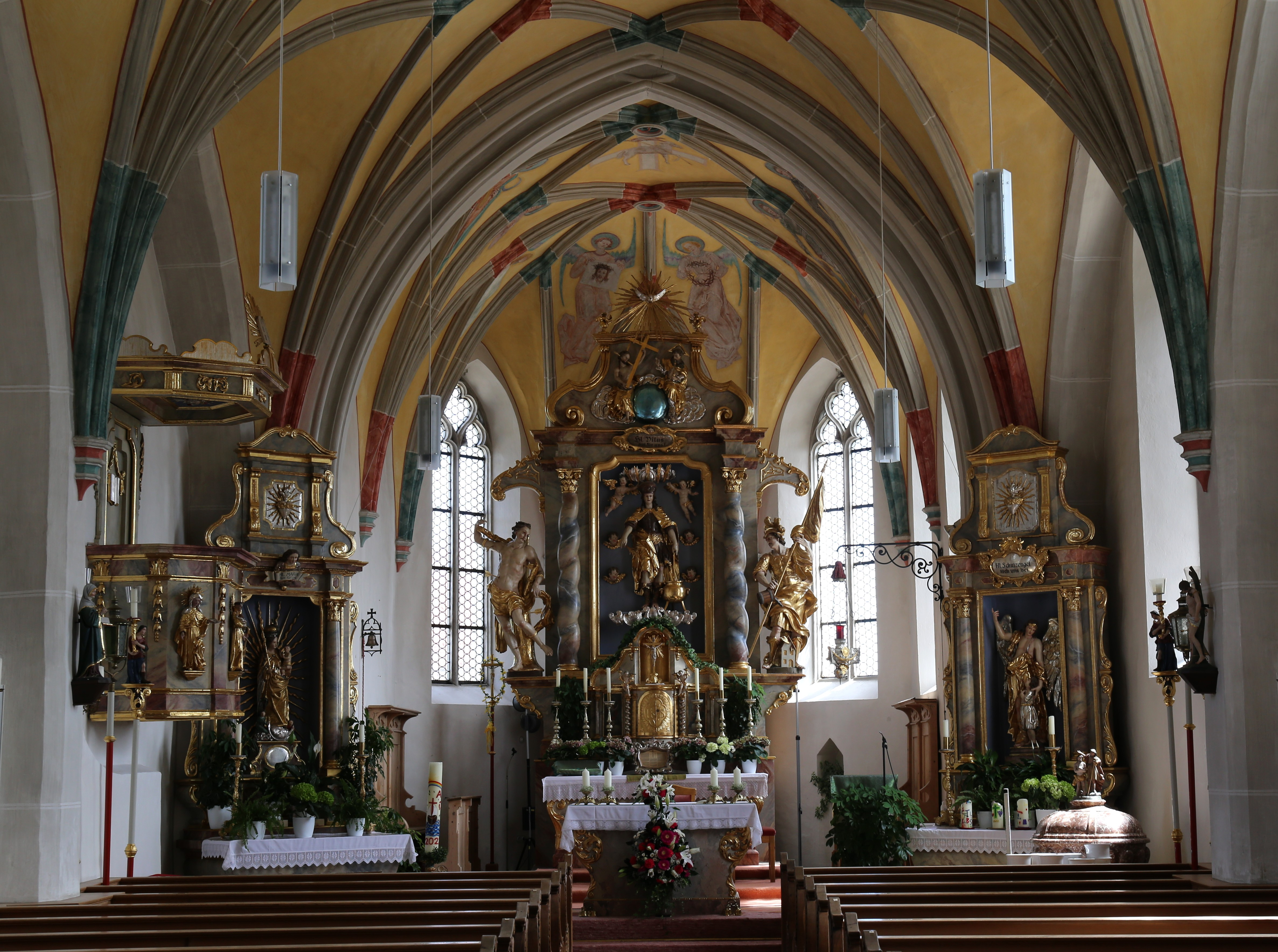
Innenraum

St. Vitus ist eine römisch-katholische Filialkirche in Hochstätt, einem Gemeindeteil von Schechen im oberbayerischen Landkreis Rosenheim. Das Bauwerk ist in der Liste der Baudenkmäler in Schechen als Baudenkmal unter der Nr. D-1-87-142-1 eingetragen. Die Kirche gehört zum Dekanat Rosenheim im Erzbistum München und Freising.

## Beschreibung
Die spätgotische Saalkirche besteht aus dem 1923 um zwei Joche nach Westen verlängerten Langhaus, dem eingezogenen, dreiseitig geschlossenen Chor im Osten und dem mit einem Satteldach bedeckten Chorflankenturm an der Nordwand des Chors. Sein oberstes Geschoss enthält den Glockenstuhl. Die Zifferblätter der Turmuhr sind an den Giebeln angebracht.
Die neugotische Kirchenausstattung wurde entfernt und die barocken Altäre aus der Zeit um 1680 wurden wieder aufgestellt. Der Hochaltar wird von den Skulpturen des heiligen Vitus, des heiligen Sebastian und des Florian von Lorch umrahmt. Im Altarauszug befindet sich ein Relief, auf dem die Trinität dargestellt ist. Die Orgel mit 13 Registern, verteilt auf zwei Manuale und ein Pedal, wurde 1985 von Anton Staller gebaut.